# Koncert dlja dvuch skripok
Koncert dlja dvuch skripok (Концерт для двух скрипок) è un film del 1975 diretto da Ekaterina Grigor'evna Stašesvskaja-Narodickaja.

## Trama
Il film racconta il destino di due giovani diversi, il loro rapporto con la vita e l'arte.